# 日本将棋大系
『日本将棋大系』（にほんしょうぎたいけい）は、1978年から1980年に筑摩書房から刊行された、天野宗歩や坂田三吉、木村義雄をはじめとする将棋の古典的棋士の棋譜を解説する叢書である。全18巻。別巻3巻は古典詰将棋集となっている。
筑摩書房からは、1975年から1977年にかけて日本囲碁大系が刊行されている。
編集に携わった山本亨介（天狗太郎）によると、従来は天野宗歩以前の将棋の技は幼稚とされ省みられることは少なかったが、解説担当の高段者はすでに現代将棋の原型が江戸時代にあることを発見して驚いていたことを著書で記している。なお、江戸時代の棋譜の原本（『御城将棋留』など）はいろは記号で書かれているが、本書では数字記号に書き改められている。

## 内容
1. 初代大橋宗桂・二代大橋宗古 / 勝浦修著 1979年12月
2. 初代伊藤宗看 / 丸田祐三著 1978年7月
3. 五代大橋宗桂・宗銀=印達 / 加藤治郎著 1979年8月
4. 二代伊藤宗印・三代大橋宗与 / 花村元司著 1979年2月
5. 三代伊藤宗看 / 大山康晴著 1978年6月
6. 伊藤看寿 / 原田泰夫著 1978年9月
7. 九代大橋宗桂 / 有吉道夫著 1979年6月
8. 六代大橋宗英 / 米長邦雄著 1979年10月
9. 六代伊藤宗看 / 板谷進著 1979年5月
10. 大橋柳雪 / 大内延介著 1978年8月
11. 天野宗歩 / 中原誠著 1978年5月
12. 八代伊藤宗印・小野五平 / 大野源一[1]著 1979年7月
13. 関根金次郎・土居市太郎 / 五十嵐豊一著 1979年3月
14. 坂田三吉・神田辰之助 / 加藤一二三著 1979年1月
15. 木村義雄 / 大山康晴著 1980年1月

- 別巻1　図式集 / 森雞二著 ; 上 江戸時代初期 1979年4月
- 別巻2　図式集 / 内藤国雄著 ; 中 江戸時代中期 1979年11月
- 別巻3　図式集 / 二上達也著 ; 下 江戸時代後期 1978年11月